# Albo d'oro del campionato islandese di calcio
La pagina elenca le squadre vincitrici del massimo livello del campionato islandese di calcio.

## Albo d'oro
| Anno | Vincitore            | Secondo posto    | Terzo posto      | Capocannoniere                                                                                                 |
| ---- | -------------------- | ---------------- | ---------------- | --- |
| 1912 | KR Reykjavík (1)     | Fram Reykjavík   | ÍBV Vestmannæyja | Ludvig A. Einarsson (KR, 2 gol)                                                                                |
| 1913 | Fram Reykjavík (1)   | /                | /                | |
| 1914 | Fram Reykjavík (2)   | /                | /                | |
| 1915 | Fram Reykjavík (3)   | KR Reykjavík     | Valur            | Ludvig A. Einarsson (KR, 6 gol)                                                                                |
| 1916 | Fram Reykjavík (4)   | KR Reykjavík     | Valur            | |
| 1917 | Fram Reykjavík (5)   | KR Reykjavík     | Valur            | |
| 1918 | Fram Reykjavík (6)   | Víkingur         | Valur            | |
| 1919 | KR Reykjavík (2)     | Fram Reykjavík   | Víkingur         | |
| 1920 | Víkingur (1)         | KR Reykjavík     | Fram Reykjavík   | |
| 1921 | Fram Reykjavík (7)   | Víkingur         | KR Reykjavík     | |
| 1922 | Fram Reykjavík (8)   | Víkingur         | KR Reykjavík     | |
| 1923 | Fram Reykjavík (9)   | KR Reykjavík     | Valur            | |
| 1924 | Víkingur (2)         | Fram Reykjavík   | KR Reykjavík     | |
| 1925 | Fram Reykjavík (10)  | Víkingur         | KR Reykjavík     | |
| 1926 | KR Reykjavík (3)     | Fram Reykjavík   | Víkingur         | |
| 1927 | KR Reykjavík (4)     | Valur            | Víkingur         | |
| 1928 | KR Reykjavík (5)     | Valur            | Fram Reykjavík   | |
| 1929 | KR Reykjavík (6)     | /                | /                | |
| 1930 | Valur (1)            | KR Reykjavík     | ÍBV Vestmannæyja | |
| 1931 | KR Reykjavík (7)     | Valur            | Víkingur         | |
| 1932 | KR Reykjavík (8)     | Valur            | ÍBA Akureyri     | |
| 1933 | Valur (2)            | KR Reykjavík     | Fram Reykjavík   | |
| 1934 | KR Reykjavík (9)     | Valur            | Fram Reykjavík   | |
| 1935 | Valur (3)            | KR Reykjavík     | Fram Reykjavík   | |
| 1936 | Valur (4)            | KR Reykjavík     | Fram Reykjavík   | |
| 1937 | Valur (5)            | KR Reykjavík     | Fram Reykjavík   | |
| 1938 | Valur (6)            | Víkingur         | Fram Reykjavík   | |
| 1939 | Fram Reykjavík (11)  | KR Reykjavík     | Víkingur         | |
| 1940 | Valur (7)            | Víkingur         | KR Reykjavík     | |
| 1941 | KR Reykjavík (10)    | Valur            | Víkingur         | |
| 1942 | Valur (8)            | Fram Reykjavík   | KR Reykjavík     | |
| 1943 | Valur (9)            | KR Reykjavík     | Fram Reykjavík   | |
| 1944 | Valur (10)           | KR Reykjavík     | Víkingur         | |
| 1945 | Valur (11)           | KR Reykjavík     | Fram Reykjavík   | |
| 1946 | Fram Reykjavík (12)  | KR Reykjavík     | Valur            | |
| 1947 | Fram Reykjavík (13)  | Valur            | KR Reykjavík     | |
| 1948 | KR Reykjavík (11)    | Víkingur         | Valur            | |
| 1949 | KR Reykjavík (12)    | Fram Reykjavík   | Valur            | |
| 1950 | KR Reykjavík (13)    | Fram Reykjavík   | ÍA Akraness      | |
| 1951 | ÍA Akraness (1)      | Valur            | KR Reykjavík     | |
| 1952 | KR Reykjavík (14)    | ÍA Akraness      | Fram Reykjavík   | |
| 1953 | ÍA Akraness (2)      | Valur            | Fram Reykjavík   | |
| 1954 | ÍA Akraness (3)      | KR Reykjavík     | Fram Reykjavík   | |
| 1955 | KR Reykjavík (15)    | ÍA Akraness      | Valur            | Ríkharður Jónsson (IA) (7) Thordur Jonsson (IA) (7) Thordur Thordarsson (IA) (7)                               |
| 1956 | Valur (12)           | KR Reykjavík     | ÍA Akraness      | Sigurdur Bergsson (KR) (6) Thordur Thordarsson (IA) (6)                                                        |
| 1957 | ÍA Akraness (4)      | Fram Reykjavík   | Valur            | Thordur Thordarsson (IA) (6)                                                                                   |
| 1958 | ÍA Akraness (5)      | KR Reykjavík     | Valur            | Thordur Thordarsson (IA) (10)                                                                                  |
| 1959 | KR Reykjavík (16)    | ÍA Akraness      | Valur            | Thorolfur Beck (KR) (11)                                                                                       |
| 1960 | ÍA Akraness (6)      | KR Reykjavík     | Fram Reykjavík   | Ingvar Elisson (IA) (15) Thorolfur Beck (KR) (15)                                                              |
| 1961 | KR Reykjavík (17)    | ÍA Akraness      | Valur            | Thorolfur Beck (KR) (16)                                                                                       |
| 1962 | Fram Reykjavík (14)  | Valur            | ÍA Akraness      | Ingvar Elisson (IA) (11)                                                                                       |
| 1963 | KR Reykjavík (18)    | ÍA Akraness      | Valur            | Skuli Hakonarsson (IA) (9)                                                                                     |
| 1964 | Keflavík (1)         | ÍA Akraness      | KR Reykjavík     | Eyleifur Hafsteinsson (IA) (10)                                                                                |
| 1965 | KR Reykjavík (19)    | ÍA Akraness      | Keflavík         | Baldvin Baldvinsson (KR) (11)                                                                                  |
| 1966 | Valur (13)           | Keflavík         | ÍBA Akureyri     | Jon Johannsson (Keflavik) (10)                                                                                 |
| 1967 | Valur (14)           | Fram Reykjavík   | ÍBA Akureyri     | Hermann Gunnarsson (Valur) (12)                                                                                |
| 1968 | KR Reykjavík (20)    | Fram Reykjavík   | ÍBA Akureyri     | Helgi Numason (Fram) (8) Kari Arnason (IBA) (8) Olafur Larusson (KR) (8) Reynir Jonsson (Valur) (8)            |
| 1969 | Keflavík (2)         | ÍA Akraness      | KR Reykjavík     | Matthias Hallgrimsson (IA) (9)                                                                                 |
| 1970 | ÍA Akraness (7)      | Fram Reykjavík   | Keflavík         | Hermann Gunnarsson (IBA) (14)                                                                                  |
| 1971 | Keflavík (3)         | ÍBV Vestmannæyja | Fram Reykjavík   | Steinar Johannsson (Keflavik) (13)                                                                             |
| 1972 | Fram Reykjavík (15)  | ÍBV Vestmannæyja | Keflavík         | Tomas Palsson (IBV) (15)                                                                                       |
| 1973 | Keflavík (4)         | Valur            | ÍBV Vestmannæyja | Hermann Gunnarsson (Valur) (17)                                                                                |
| 1974 | ÍA Akraness (8)      | Keflavík         | Valur            | Teitur Thordarsson (IA) (9)                                                                                    |
| 1975 | ÍA Akraness (9)      | Fram Reykjavík   | Valur            | Matthías Hallgrímsson (IA) (10)                                                                                |
| 1976 | Valur (15)           | Fram Reykjavík   | ÍA Akraness      | Ingi Bjorn Albertsson (Valur) (16)                                                                             |
| 1977 | ÍA Akraness (10)     | Valur            | ÍBV Vestmannæyja | Pétur Pétursson (IA) (16)                                                                                      |
| 1978 | Valur (16)           | ÍA Akraness      | Keflavík         | Pétur Pétursson (IA) (19)                                                                                      |
| 1979 | ÍBV Vestmannæyja (1) | ÍA Akraness      | Valur            | Sigurlas Thorleifsson (Vikingur) (10)                                                                          |
| 1980 | Valur (17)           | Fram Reykjavík   | ÍA Akraness      | Matthías Hallgrímsson (Valur) (15)                                                                             |
| 1981 | Víkingur (3)         | Fram Reykjavík   | ÍA Akraness      | Lárus Guðmundsson (Vikingur) (12) Sigurlás Þorleifsson (IBV) (12)                                              |
| 1982 | Víkingur (4)         | ÍBV Vestmannæyja | KR Reykjavík     | Heimir Karlsson (Víkingur) (10) Sigurlás Þorleifsson (ÍBV) (10)                                                |
| 1983 | ÍA Akraness (11)     | KR Reykjavík     | Breiðablik       | Ingi Björn Albertsson (valur) (14)                                                                             |
| 1984 | ÍA Akraness (12)     | Valur            | Keflavík         | Guðmundur Steinsson (Fram) (10)                                                                                |
| 1985 | Valur (18)           | ÍA Akraness      | Þór              | Omar Torfason (Fram) (13)                                                                                      |
| 1986 | Fram Reykjavík (16)  | Valur            | ÍA Akraness      | Guðmundur Torfason (Fram) (19)                                                                                 |
| 1987 | Valur (19)           | Fram Reykjavík   | ÍA Akraness      | Pétur Ormslev (Fram) (12)                                                                                      |
| 1988 | Fram Reykjavík (17)  | Valur            | ÍA Akraness      | Sigurjón Kristjánsson (Valur) (13)                                                                             |
| 1989 | KA Akureyri (1)      | FH Hafnarfjörður | Fram Reykjavík   | Hörður Magnússon (FH) (12)                                                                                     |
| 1990 | Fram Reykjavík (18)  | KR Reykjavík     | ÍBV Vestmannæyja | Hörður Magnússon (FH) (13)                                                                                     |
| 1991 | Víkingur (5)         | Fram Reykjavík   | KR Reykjavík     | Guðmundur Steinsson (Víkingur) (13) Hörður Magnússon (FH) (13)                                                 |
| 1992 | ÍA Akraness (13)     | KR Reykjavík     | Þór              | Arnar Gunnlaugsson (IA) (15)                                                                                   |
| 1993 | ÍA Akraness (14)     | FH Hafnarfjörður | Keflavík         | Þórður Guðjónsson (IA) (19)                                                                                    |
| 1994 | ÍA Akraness (15)     | FH Hafnarfjörður | Keflavík         | Mihajilo Bibercic (IA) (14)                                                                                    |
| 1995 | ÍA Akraness (16)     | KR Reykjavík     | ÍBV Vestmannæyja | Arnar Gunnlaugsson (IA) (15)                                                                                   |
| 1996 | ÍA Akraness (17)     | KR Reykjavík     | KS/Leiftur       | Ríkharður Daðason (KR) (14)                                                                                    |
| 1997 | ÍBV Vestmannæyja (2) | ÍA Akraness      | KS/Leiftur       | Tryggvi Guðmundsson (ÍBV) (19)                                                                                 |
| 1998 | ÍBV Vestmannæyja (3) | KR Reykjavík     | ÍA Akraness      | Steingrímur Jóhannesson (ÍBV) (16)                                                                             |
| 1999 | KR Reykjavík (21)    | ÍBV Vestmannæyja | KS/Leiftur       | Steingrímur Jóhannesson (ÍBV) (12)                                                                             |
| 2000 | KR Reykjavík (22)    | Fylkir           | Grindavík        | Andri Sigþórsson (KR) (14) Guðmundur Steinarsson (Keflavík) (14)                                               |
| 2001 | ÍA Akraness (18)     | ÍBV Vestmannæyja | FH Hafnarfjörður | Hjörtur Hjartarson (ÍA) (15)                                                                                   |
| 2002 | KR Reykjavík (23)    | Fylkir           | Grindavík        | Grétar Hjartarson (Grindavík) (13)                                                                             |
| 2003 | KR Reykjavík (24)    | FH Hafnarfjörður | ÍA Akraness      | Björgólfur Hideaki Takefusa (Þróttur) (10) Gunnar Heiðar Þorvaldsson (ÍBV) (10) Sören Hermansen (Þróttur) (10) |
| 2004 | FH Hafnarfjörður (1) | ÍBV Vestmannæyja | ÍA Akraness      | Gunnar Heiðar Þorvaldsson (ÍBV) (12)                                                                           |
| 2005 | FH Hafnarfjörður (2) | Valur            | ÍA Akraness      | Tryggvi Guðmundsson (FH) (16)                                                                                  |
| 2006 | FH Hafnarfjörður (3) | KR Reykjavík     | Valur            | Marel Baldvinsson (Breidablik) (11)                                                                            |
| 2007 | Valur (20)           | FH Hafnarfjörður | ÍA Akraness      | Jónas Grani Garðarsson (Fram) (13) Helgi Sigurðsson (Valur) (13)                                               |
| 2008 | FH Hafnarfjörður (4) | Keflavík         | Fram Reykjavík   | Guðmundur Steinarsson (Keflavík) (16)                                                                          |
| 2009 | FH Hafnarfjörður (5) | KR Reykjavík     | Fylkir           | Björgólfur Hideaki Takefusa (KR) (16)                                                                          |
| 2010 | Breiðablik (1)       | FH Hafnarfjörður | ÍBV Vestmannæyja | Gilles Mbang Ondo (Grindavik) (14) Atli Viðar Björnsson (FH) (14) Alfreð Finnbogason (Breidablik) (14)         |
| 2011 | KR Reykjavík (25)    | FH Hafnarfjörður | ÍBV Vestmannæyja | Garðar Jóhannsson (Stjarnan) (15)                                                                              |
| 2012 | FH Hafnarfjörður (6) | Breiðablik       | ÍBV Vestmannæyja | Atli Guðnason (FH Hafnarfjörðar) (12)                                                                          |
| 2013 | KR Reykjavík (26)    | FH Hafnarfjörður | Stjarnan         | Viðar Örn Kjartansson (Fylkir) Atli Viðar Björnsson (FH) (13) Gary Martin (KR)                                 |
| 2014 | Stjarnan (1)         | FH Hafnarfjörður | KR Reykjavík     | Gary Martin (KR) (13)                                                                                          |
| 2015 | FH Hafnarfjörður (7) | Breiðablik       | KR Reykjavík     | Patrick Pedersen (Valur) (13)                                                                                  |
| 2016 | FH Hafnarfjörður (8) | Stjarnan         | KR Reykjavík     | Garðar Gunnlaugsson (ÍA Akranes) (14)                                                                          |
| 2017 | Valur (21)           | Stjarnan         | FH Hafnarfjörður | Andri Rúnar Bjarnason (Grindavík) (19)                                                                         |
| 2018 | Valur (22)           | Breiðablik       | Stjarnan         | Patrick Pedersen (Valur) (17)                                                                                  |
| 2019 | KR Reykjavík (27)    | Breiðablik       | FH Hafnarfjörður | Hilmar Árni Halldórsson (Stjarnan) (13)                                                                        |
| 2020 | Valur (23)           | FH Hafnarfjörður | Stjarnan         | Steven Lennon (Stjarnan) (17)                                                                                  |
| 2021 | Víkingur (6)         | Breiðablik       | KR Reykjavík     | Nikolaj Hansen (Víkingur) (16)                                                                                 |
| 2022 | Breiðablik (2)       | Víkingur         | KA Akureyri      | Nökkvi Thórisson (KA Akureyri) (17)                                                                            |
| 2023 | Víkingur (7)         | Valur            | Stjarnan         | Emil Atlason (Stjarnan) (17)                                                                                   |

## Statistiche

### Vittorie per squadra
| Club             | Vittorie | 2º | Stagioni |
| ---------------- | -------- | -- | --- |
| KR Reykjavík     | 27       | 27 | 1912, 1919, 1926, 1927, 1928, 1929, 1931, 1932, 1934, 1941, 1948, 1949, 1950, 1952, 1955, 1959, 1961, 1963, 1965, 1968, 1999, 2000, 2002, 2003, 2011, 2013, 2019 |
| Valur            | 23       | 17 | 1930, 1933, 1935, 1936, 1937, 1938, 1940, 1942, 1943, 1944, 1945, 1956, 1966, 1967, 1976, 1978, 1980, 1985, 1987, 2007, 2017, 2018, 2020                         |
| Fram Reykjavík   | 18       | 17 | 1913, 1914, 1915, 1916, 1917, 1918, 1921, 1922, 1923, 1925, 1939, 1946, 1947, 1962, 1972, 1986, 1988, 1990                                                       |
| ÍA Akraness      | 18       | 12 | 1951, 1953, 1954, 1957, 1958, 1960, 1970, 1974, 1975, 1977, 1983, 1984, 1992, 1993, 1994, 1995, 1996, 2001                                                       |
| FH Hafnarfjörður | 8        | 9  | 2004, 2005, 2006, 2008, 2009, 2012, 2015, 2016 |
| Víkingur         | 7        | 8  | 1920, 1924, 1981, 1982, 1991, 2021, 2023 |
| Keflavík         | 4        | 3  | 1964, 1969, 1971, 1973 |
| ÍBV Vestmannæyja | 3        | 6  | 1979, 1997, 1998 |
| Breiðablik       | 2        | 5  | 2010, 2022 |
| KA Akureyri      | 1        | -  | 1989 |
| Stjarnan         | 1        | 2  | 2014 |
| Fylkir           | -        | 2  | ----- |

### Stelle d'oro
Sebbene non regolamentata a livello ufficiale, esiste la consuetudine di apporre sullo stemma societario una stella d'oro per indicare 5 vittorie nel campionato, analogamente a quanto accade in alcuni campionati europei (come la Superligaen, la Meistriliiga estone e la Prem'er-Liga russa). Attualmente, solo sei squadre possono vantarsi di questo distintivo:
- KR Reykjavík (27)
- Valur (23)
- ÍA Akraness (18)
- Fram Reykjavík (18)
- FH Hafnarfjörður (8)
- Víkingur (7)